# Chase Motor Truck Company
Die Chase Motor Truck Company war ein US-amerikanischer Hersteller von Highwheeler-Automobilen und Nutzfahrzeugen, LKW und Traktoren.

## Unternehmensgeschichte

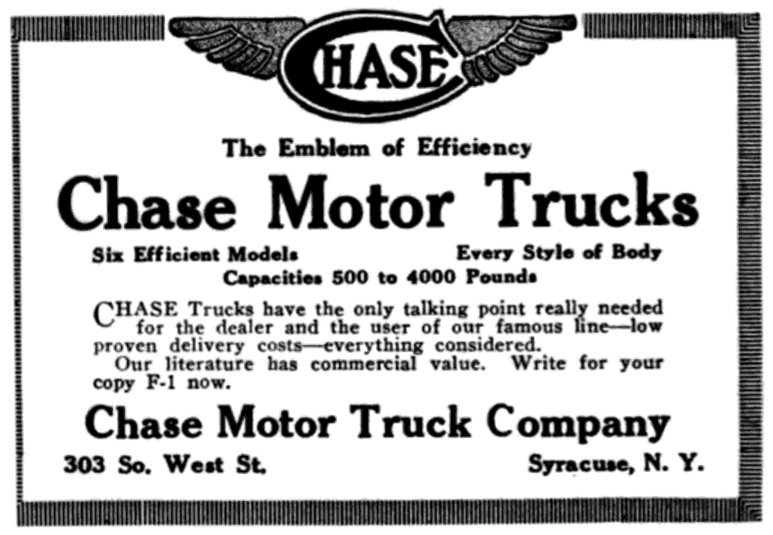
Anzeige der Chase Motor Truck Co. von 1913. Beworben wurden 6 Modelle mit Ladekapazitäten von 500 bis 4000 lb.

Das Unternehmen wurde 1906 von Aurin M. Chase in Syracuse (New York) gegründet. Chase hatte Erfahrung mit landwirtschaftlichen Geräten; zuvor war er Vizepräsident der Syracuse Chilled Plow Company gewesen, die seinem Vater gehörte. 1905 wurde er stellvertretender Werkleiter beim Automobilhersteller H. H. Franklin Manufacturing Company in Syracuse. Die ersten Chase-Fahrzeuge waren Highwheeler mit Ähnlichkeiten zum International Harvester und Brockway. Der Fokus des Unternehmens lag schon früh auf der Nutzfahrzeugproduktion, und bereits 1908 erschien der erste LKW, ein Frontlenker mit 3 sh.tn (ca. 2720 kg) Nutzlast und ebenfalls als Highwheeler ausgelegt. Sehr früh – möglicherweise von Anfang an – setzte Chase auf eigene Motoren, allesamt luftgekühlte Zweitakter. 1912 endete die Produktion von Fahrzeugen zum Personentransport. Noch zwei Jahre lang wurden recht große Highwheeler für kommerzielle Anwendungen gebaut. Ab 1914 sind konventionelle LKW belegt, die als Assembled trucks aus zugekauften Komponenten zusammengestellt wurden; möglicherweise begann diese Produktion aber schon etwas früher. Diese Fahrzeuge waren zunächst als LKW mit Nutzlasten von 1, 2 und 3 tn (ca. 900, 1815 resp. 2720 kg) und zugekauften, wassergekühlten Vierzylinder-Viertaktmotoren von Continental erhältlich. Dies waren durchaus moderne Konstruktionen mit Kardanantrieb.
Ergänzt wurden sie ab 1917 durch Versionen mit Nutzlasten von Dreiviertel- und 3½ tn (680–3175 kg), für die Waukesha- und Buda-Motoren belegt sind. Auch die US-Army bezog eine unbekannte Anzahl solcher Lastkraftwagen.
Chase bot ab 1908 eine „Traktor-Walze“ an, die eher zum Ziehen von Geräten als für Feldarbeit geeignet war. Das änderte sich erst 1915, als zwei konventionelle Traktoren eingeführt wurden, von denen der größere allerdings nach kurzer Zeit eingestellt wurde.
Um 1917 oder, wahrscheinlicher, 1918, wurde der Fahrzeugbau bis auf den einen Farmtraktor eingestellt. Die Umstände, die zur Schließung in Syracuse führten, sind nicht bekannt. Ein Neuanfang mit dem leicht überarbeiteten Traktor der Chase Tractors Corporation in Toronto (Ontario, Kanada) scheiterte bereits 1921.

## Highwheeler

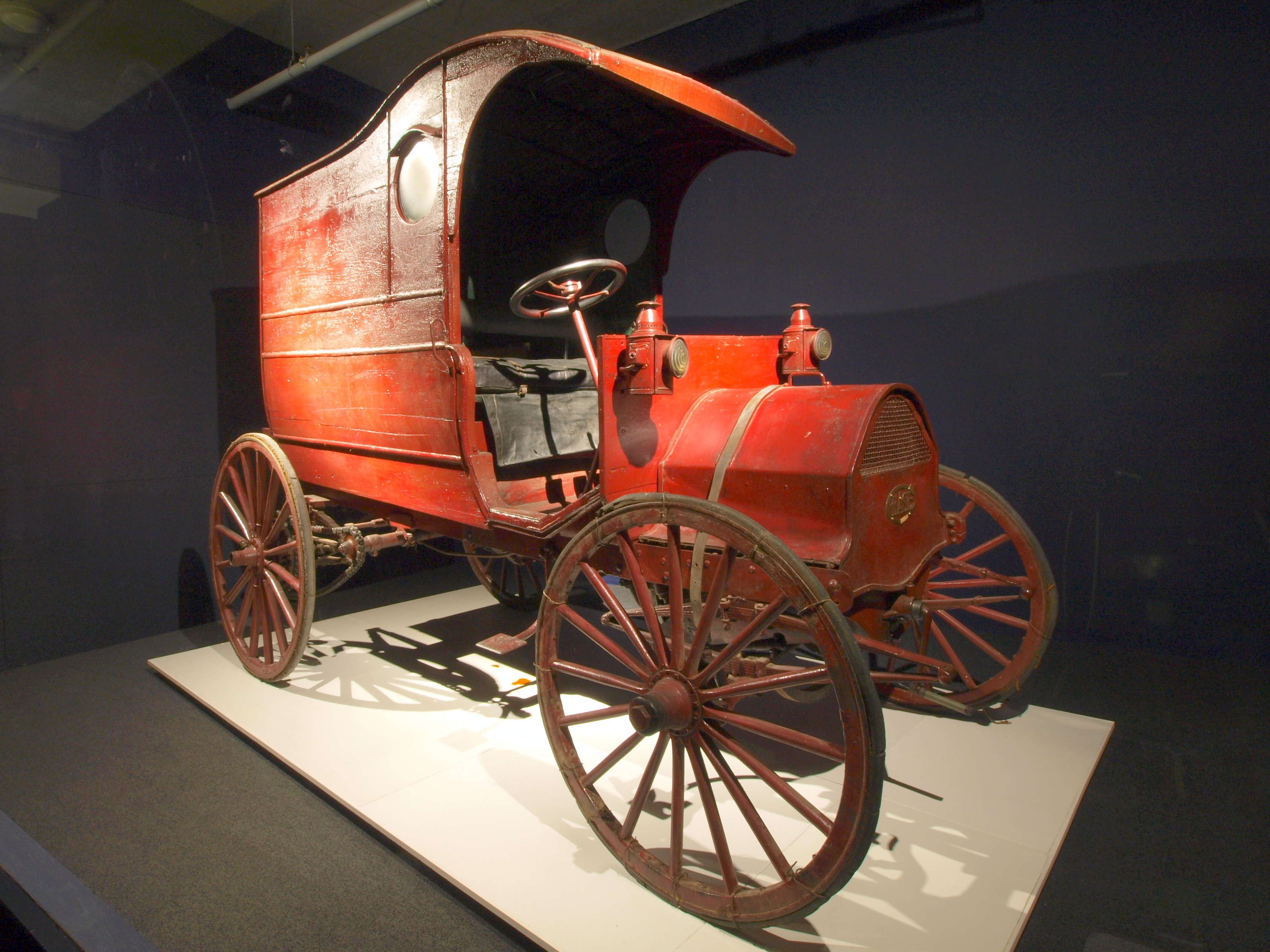
Chase 15 HP Highwheeler Panel Top Delivery Van. 2 Zylinder, 2,6 Liter Hubraum (1908)

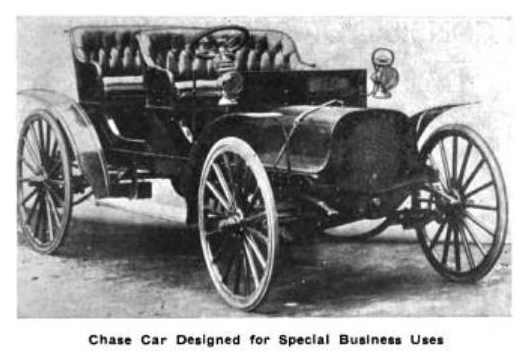
Chase 15 HP Model F Surrey Highwheeler mit abnehmbarer Rücksitzbank. 3 Zylinder, 2,1 Liter Hubraum (1909)

Alle bis zum Modelljahr 1914 hergestellten Chase-Motorfahrzeuge waren Highwheeler; d. h. kutschenähnliche Motorfahrzeuge mit riesigen Rädern. Untypisch für diese Kategorie war am Chase, dass er den Motor vorn unter einer Haube statt im oder unter dem Wagenkasten hatte.
Das erste Modell 15 HP war ein zweisitziger Runabout mit 2,6 Liter Zweizylindermotor, der für das Modelljahr 1907 eingeführt wurde. Die Modellbezeichnung weist auf dessen A.L.A.M.-Rating von 15 PS hin. Diese Angaben sind errechnet, nicht gemessen. Sie beziehen sich auf eine Norm dieses Herstellerverbands. Für 1908 ist eine Version dieses Fahrzeugs als Kastenwagen belegt. Es scheint, dass diese frühen Modelle ihren Lufteinlass im oberen Teil der „Kühlermaske“ hatten. Ebenfalls 1908 wurde das Programm um den bereits erwähnten Highwheeler-Lastwagen mit 3 tn (2720 kg) Nutzlast erweitert. Auch dieser Frontlenker erhielt einen luftgekühlten Zweitaktmotor, der 30 PS leistete.
Der Runabout wurde Ende 1908 vom Chase Model F mit ebenfalls 15 HP abgelöst. Dieser hatte einen längeren Radstand, eine neue Karosserie und einen Dreizylindermotor mit 2,1 Liter Hubraum. Wiederum handelte es sich dabei um einen luftgekühlten Zweitakter. Der Aufbau wurde als Surrey bezeichnet; er bot, je nach Quelle, vier oder fünf Plätze. Türen gab es weder vorn noch hinten und die Rückbank konnte mit einigen Handgriffen entfernt werden, sodass das Fahrzeug auch als leichter Transporter mit bis zu 700 lb (317,515 kg) Nutzlast genutzt werden konnte. So erklärt sich die alternative Bezeichnung Businessman's Roadster. Zielpublikum waren natürlich Farmer und Handwerker in ländlicher Umgebung, die damit unter der Woche arbeiteten und am Sonntag die Familie zur Kirche oder zum Picknick fahren konnten. Diese Chase-Highwheeler waren größer als die meisten Konkurrenzprodukte und ein Vorläufer der später auf Farmen und Ranches omnipräsenten Pick-ups.

### Technik

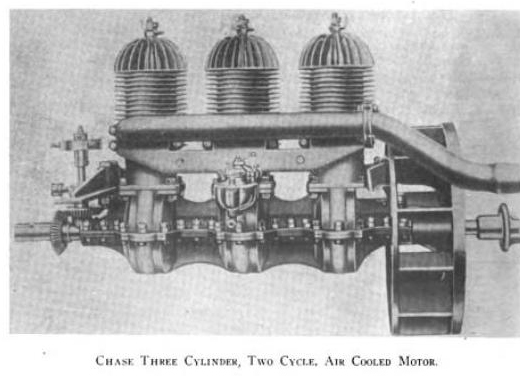
Luftgekühlter Chase Dreizylinder-Zweitaktmotor (1909)

#### Motoren
Die Herkunft der frühen Chase-Motoren ist nicht belegt, es ist jedoch wahrscheinlich, dass sie im Hause hergestellt wurden. Alle Chase-Highwheeler hatten luftgekühlte Zweitaktmotoren.
Zunächst erschien ein 15 PS-Zweizylindermotor mit 4½ × 5 Zoll Bohrung und Hub, woraus sich ein Hubraum von 159,0 c.i., entsprechend 2606 cm³ ergibt. Das A.L.A.M.-Rating betrug 16,2 HP.
Dieser Zweizylinder wurde 1909 von einem Dreizylinder mit 134,5 c.i (2171 cm³) bei 3¾ × 4 Zoll Bohrung und Hub abgelöst. Wiederum sind 15 PS nach A.L.A.M. vermerkt. Aus der Formel im Anhang ergeben sich 12,675 HP; möglicherweise ist der angegebene Wert für die Bohrung gerundet.
Für die größeren 20 PS-Drei- und 30 PS-Vierzylinder darf die eigene Produktion als gesichert gelten. Diese beiden letzteren waren auch die am längsten verwendeten Motoren der Highwheeler-Modellfamilie. Der 20 PS Dreizylinder hatte 4⅛ × 4 Zoll Bohrung und Hub, ergebend einen Hubraum von 160,4 c.i. resp. 2628 cm³. Der Vierzylinder war den Nutzfahrzeugen vorbehalten, sein Hubraum ist nicht bekannt.

#### Kraftübertragung, Fahrgestell und Aufhängung

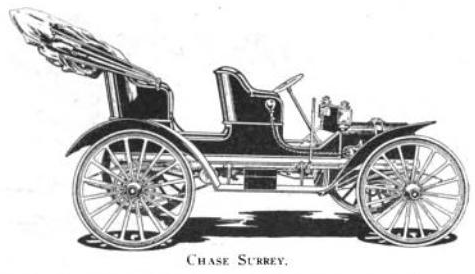
Seitenansicht des Chase Model F Surrey von 1909. Dieses Fahrzeug hat die eigentlich Nutzfahrzeugen vorbehaltene Aufhängung mit paarweise angebrachten Halbelliptik-Blattfedern.

Die Kraft wurde auf eine Vorgelegewelle übertragen, an deren beiden Enden Antriebs-Zahnräder angebracht waren. Von diesen führte je eine Antriebskette zu jedem Hinterrad. Die Personenwagen und einige leichte Nutzfahrzeuge erhielten Zweigang-Planetengetriebe, größere Modelle ein konventionelles Dreiganggetriebe.
Der Radstand der zum Personentransport konzipierten Fahrzeuge betrug zunächst 84 Zoll (2434 mm), danach 100 Zoll (2540 mm). Model F wog sowohl als Zwei- wie als Dreizylinder um 1500 lb (680 kg). Die Fahrzeuge waren durchweg Rechtslenker. Üblicherweise bestand die Aufhängung aus einem Paar längs angeordneten Elliptik-Blattfedern vorn und einer quer angebrachten Halbelliptik-Blattfeder hinten, es gab aber auch Versionen mit längs angebrachten Halbelliptik-Blattfedern hinten. Die Holzspeichenräder hatten zunächst die Dimension 40 × 1¾ Zoll (1016 × 41 mm) und ab 1909 40 × 1⅝ Zoll (1016 × 44 mm); Vollgummireifen gehörten zur Grundausstattung. Die Preise erhöhten sich mit Einführung der Dreizylindermodelle von $750.- auf $900.-.

## Moderne Nutzfahrzeuge

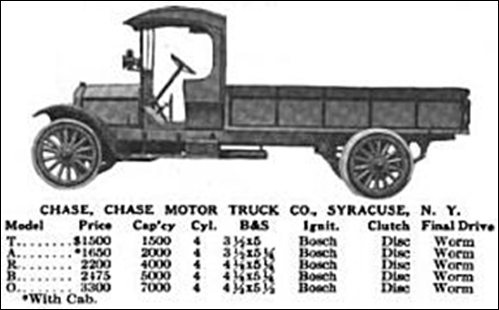
Anzeige für Chase-LKW (1918)

Die Quellenlage für die ab 1914 eingeführte, neue Generation von Chase-LKW ist dünn. Bekannt ist, dass diese Fahrzeuge zunächst mit 1, 2 und 3 tn (ca. 900, 1815 resp. 2720 kg) Nutzlast erhältlich waren. Als konfektionierte Assembled Trucks waren ihre Komponenten auf dem freien Markt zugekauft. Die hauseigenen Motoren sind nach 1914 in Chase-Nutzfahrzeugen nicht mehr nachweisbar; es ist unklar, ob sie für Dritte weiterhin produziert worden sind. Spätestens nach 1915 lief auch der Dreizylinder-Traktor aus. Als gesichert kann gelten, dass die neue Generation von Chase-Lastwagen mit seitengesteuerten Continental-Vierzylinder-Viertaktmotoren angetrieben wurden. Die Kraftübertragung erfolgte über konventionelle Vierganggetriebe von Brown-Lipe oder Cotta, eine Kardanwelle und ein Differential mit Schneckengetriebe („worm drive“) auf die Hinterachse; ein damals durchaus modernes Konstruktionselement.
Ab 1916 oder 1917 wurde das Programm deutlich ausgeweitet. Es umfasste nun auch Modelle mit Motoren von anderen Zulieferern. 1918 bestand die nun wieder gestraffte Produktionspalette aus vier Nutzfahrzeugen mit Nutzlasten zwischen 1 und 3½ tn, wobei für die beiden leichteren Modelle Vierzylindermotoren von Waukesha und für die schwereren von Buda bezogen wurden. Die Zündanlagen lieferte American Bosch.

## Traktoren
Bereits 1908 war eine „Traktor-Walze“ eingeführt worden, der von einem „luftgekühlten Kleinmotor“ angetrieben wurde. Die Vermutung liegt nahe, dass der Tractor-Roller einen der hauseigenen 15 HP-Zweizylindermotoren erhalten hat. 1913 erschien die weiterentwickelte Tractor-Roller Combination mit Dreizylinder-Zweitaktmotor und 30 PS ab Zapfwelle. 1915 ersetzten zwei konventionelle Traktoren die früheren Modelle. Vom Chase 40 HP Tractor ist nur bekannt, dass er 6000 lb (2,7 Tonnen) wog, $1750 kostete und nur sehr kurze Zeit im Programm geführt wurde. Der kleinere 8-16 erhielt einen Waukesha-Vierzylindermotor mit 8 PS am Ziehbalken und 16 PS an der Zapfwelle. Dieses Modell wurde 1918 zum Chase 9-18 weiterentwickelt und erhielt einen Buda-Vierzylinder mit 9 PS am Ziehbalken und 18 PS an der Zapfwelle. Die ab 1919 in Kanada hergestellte Variante hatte einen größeren Buda-Motor (Bohrung 4,25 Zoll; Hub 5,5 Zoll, ergebend ein Hubraum von 312.1 c.i oder 5114 cm³). Ob diese Änderungen mit dem Buda-Programm zusammenhing oder eine Verbesserung des Traktors darstellen sollten, ist nicht ersichtlich.

## Modellübersicht
Alle Leistungsangaben sind errechnet, nicht gemessen. Sie beziehen sich auf die Norm nach Association of Licensed Automobile Manufacturers (A.L.A.M.) und ihrer Nachfolgeorganisation National Automobile Chamber of Commerce (N.A.C.C.). Die 1903 gegründete A.L.A.M. war die erste US-amerikanische Normen-Organisation. Sie wurde nach dem ungünstig verlaufenen Selden-Patentstreit 1912 von der N.A.C.C. abgelöst. Die Leistung wird berechnet; Zylinderbohrung² × Anzahl Zylinder; das Ergebnis wird durch 2,5 dividiert. Die N.A.C.C.-Formel wurde um 1915 auf Fahrzeuge mit 8 und 12 Zylindern erweitert. Später ging daraus die praxisnähere Formel der Society of Automobile Engineers hervor (SAE-PS).

### Highwheeler
Gebaut von 1906 bis 1914; Personenwagen bis 1912.
| Bauzeit       | Modell (ALAM-Rating)      | Nutzlast                | Zylinder Hersteller | Hubraum  | Radstand Zoll (mm) | Aufbau                      | Listenpreis US$ | Bemerkungen                                                              |
| ------------- | ------------------------- | ----------------------- | ------------------- | -------- | ------------------ | --------------------------- | --------------- | ------------------------------------------------------------------------ |
| 1907–1908     | 15 HP (16,2 HP)           | 500 lb (226,796 kg)     | R2 Chase ?          | 2606 cm³ | 2434 mm            | Runabout 2 Pl.              | 750.-           | [ 8 ]                                                                    |
| 1908          | 15 HP Express (16,2 HP)   | 500 lb (226,796 kg)     | R2 Chase ?          | 2606 cm³ |                    | Pritschenwagen              |                 | [ Anm. 4 ]                                                               |
| 1908          | 15 HP Panel Top (16,2 HP) | 500 lb (226,796 kg)     | R2 Chase ?          | 2606 cm³ |                    | Delivery Van                |                 | [ 7 ]                                                                    |
| 1908−ca. 1911 | 30 HP 3 tn Express        | 6.000 lb (2.721,554 kg) | R4 Chase            |          |                    | Pritschenwagen; Frontlenker |                 |                                                                          |
| 1908−ca. 1911 | 30 HP 3 tn Panel Top      | 6.000 lb (2.721,554 kg) | R3 Chase            |          |                    | Delivery Van; Frontlenker   |                 |                                                                          |
| 1909–1910     | Model F                   | 7.000 lb (3.175,147 kg) | R3 Chase ?          | 2171 cm³ | 2540 mm            | Surrey 4−5 Pl.              | 900.-           | ; umgebaut 700 lb/230 kg Nutzlast, 2 Plätze                              |
| 1909–1910     | Model F Panel Top         | 500 lb (226,796 kg)     | R3 Chase ?          | 2171 cm³ | 2540 mm            | Delivery Van                |                 | [ 8 ]                                                                    |
| 1910–1912     | Model F (20 HP)           | 700 lb (317,515 kg)     | R3 Chase            | 2628 cm³ | 2540 mm            | Surrey 4–5 Pl.              | 900.-           | ; umgebaut 700 lb/230 kg Nutzlast, 2 Plätze; auch Businessman's Runabout |
| 1912          | Model D Express           | 1.000 lb (453,592 kg)   | Chase               |          |                    | Pritschenwagen              |                 | [ 12 ]                                                                   |
| 1912          | Model D Panel Top         | 1.000 lb (453,592 kg)   | Chase               |          |                    | Delivery Van                | 1.050.-         | [ 12 ]                                                                   |
| 1912          | Model H (20 HP)           | 2.000 lb (907,185 kg)   | R3 Chase            | 2628 cm³ | 2692 mm            | Chassis                     | 1.250.-         | 106 Zoll Radstand                                                        |
| 1912          | Model H Express (20 HP)   | 2.000 lb (907,185 kg)   | R3 Chase            | 2628 cm³ | 2692 mm            | Express                     |                 | [ 9 ] [ 13 ]                                                             |
| 1912          | Model J                   | 4.000 lb (1.814,369 kg) | Chase               |          |                    | Pritschenwagen              |                 | [ 14 ]                                                                   |
| 1912          | Model K                   | 2.000 lb (907,185 kg)   | Chase               |          |                    | Pritschenwagen              |                 | [ 15 ]                                                                   |
| 1912          | Model L 1½ Ton            | 3.000 lb (1.360,777 kg) | Chase               |          |                    | Screen Side Van             |                 | [ 2 ]                                                                    |
| 1912          | Model M Express           | 500 lb (226,796 kg)     | Chase               |          |                    | Pritschenwagen              | 500.-           | [ 16 ]                                                                   |
| 1912          | Model M Panel Top         | 500 lb (226,796 kg)     | Chase               |          |                    | Delivery Van                | 600.-           | [ 16 ]                                                                   |
| 1912          | 30 HP 3 tn                | 6.000 lb (2.721,554 kg) | R4 Chase            |          |                    | Chassis                     | 3.500.-         | Listenpreis 1912; keine Modellbezeichnung                                |

Alle Highwheeler-Motoren sind luftgekühlte Zweitakter.

### Nutzfahrzeuge 1914–1918
Für diese Modelle liegen nur unvollständige Angaben vor.
| Modelljahr  | Modell  | Nutzlast        | Zylinder Hersteller | N.A.C.C. Rating | Bohrung Zoll/mm | Hub Zoll/mm | Hubraum             | Radstand Zoll/mm | Listenpreis | Bemerkungen                         |
| ----------- | ------- | --------------- | ------------------- | --------------- | --------------- | ----------- | ------------------- | ---------------- | ----------- | ----------------------------------- |
| 1914 – 1915 |         | 1 tn 907        | R4 Continental      |                 |                 |             |                     |                  |             | [ 9 ]                               |
| 1914–1915   |         | 2 tn 1814 kg    | R4 Continental      |                 |                 |             |                     |                  |             | [ 9 ]                               |
| 1914–1915   |         | 3 tn 2722 kg    | R4 Continental      |                 |                 |             |                     |                  |             | [ 9 ]                               |
| 1916–1917   | Model T | 1500 lb 680 kg  | R4 Waukesha (?)     | 19,6            | 3½ / 88,9       | 5 / 127     | 192,4 c.i. 3153 cm³ |                  | $1500.00    |                                     |
| 1916–1917   | Model A | 2000 lb 907 kg  | R4 Waukesha         | 19,6            | 3½ / 88,9       | 5¼ / 133,6  | 202,0 c.i. 3311 cm³ |                  | $1650.00    | Motordaten 1918; Preis inkl. Kabine |
| 1916–1917   | Model R | 4000 lb 1814 kg | R4 Buda             | 27,23           | 4⅛ / 104,8      | 5 / 127     | 280,6 c.i. 4599 cm³ |                  | $2200.00    | Motordaten 1918                     |
| 1916–1917   | Model B | 5000 lb 2268 kg | R4 Buda             | 27,23           | 4⅛ / 104,8      | 5 / 127     | 280,6 c.i. 4599 cm³ |                  | $2475.00    | Motordaten 1918                     |
| 1916–1917   | Model O | 7000 lb 3175 kg | R4 Buda (HU?)       | 27,23           | 4⅛ / 104,8      | 5½ / 133,6  | 294,0 c.i. 4818 cm³ |                  | $3300.00    |                                     |
| 1917–1918   | Model A | 1 tn 907 kg     | R4 Waukesha         | 19,6            | 3½ / 88,9       | 5¼ / 133,6  | 202,0 c.i. 3311 cm³ |                  | $1725.00    | [ 10 ] [ 11 ]                       |
| 1917–1918   | Model C | 1½ tn 1361 kg   | R4 Waukesha         | 19,6            | 3½ / 88,9       | 5¼ / 133,6  | 202,0 c.i. 3311 cm³ |                  |             |                                     |
| 1917–1918   | Model B | 2 tn 1814 kg    | R4 Buda             | 27,23           | 4⅛ / 104,8      | 5 / 127     | 280,6 c.i. 4599 cm³ |                  |             | [ 10 ] [ 11 ]                       |
| 1917–1918   | Model O | 3½ tn 3175 kg   | R4 Buda             | 27,23           | 4⅛ / 104,8      | 5 / 127     | 280,6 c.i. 4599 cm³ | 175 / 4445       | $ 3600      | [ 10 ] [ 11 ]                       |

Diese Nutzfahrzeuge hatten wassergekühlte Viertaktmotoren, die nicht mehr aus eigener Produktion stammten.

### Traktoren
| Bauzeit   | Modell                     | Typ           | Zylinder Motorenhersteller | Leistung an der Deichsel | Leistung an der Zapfwelle | Listenpreis | Bemerkungen                                               |
| --------- | -------------------------- | ------------- | -------------------------- | ------------------------ | ------------------------- | ----------- | --------------------------------------------------------- |
| 1908–1912 | Tractor-Roller             | Traktor/Walze |                            |                          |                           |             | [ 6 ]                                                     |
| 1913–1915 | Tractor-Roller Combination | Traktor/Walze | 3 Zyl.                     |                          | 30                        |             | [ 6 ]                                                     |
| 1913–1915 | Tractor-Roller Combination | Traktor/Walze | 3 Zyl.                     |                          | 30                        |             | [ 6 ]                                                     |
| 1915–1918 | 8-16                       | Traktor       | 4 Zyl. Waukesha            | 8                        | 16                        |             | [ 6 ]                                                     |
| 1915      | 40 HP                      | Traktor       |                            |                          | 40                        |             | [ 6 ]                                                     |
| 1918      | 9-18                       | Traktor       | 4 Zyl. Buda                | 9                        | 18                        |             | [ 6 ]                                                     |
| 1919–1921 |                            | Traktor       | 4 Zyl. Buda                | 8                        | 16                        |             | Version des 9-18 mit 10,3 Liter Hubraum; gebaut in Kanada |